# 미셸 베르토
미셸 베르토(Michel Berto, 1939년 12월 25일 ~ 1995년 12월 25일)는 프랑스의 배우, 영화배우이다.
그르노블에서 태어났으며 파리에서 사망하였다.

## 영화
- 삼형제와 상속자 (1995년)
- 세기의 결혼 성전 (1985년)
- 좋은 아버지 (1981년)
- 세븐스 컴퍼니 아웃도어스 (1977년)
- 아웃 원 (1971년)